# Вест Јармат (Масачусетс)
Вест Јармат (енгл. West Yarmouth) насељено је место без административног статуса у америчкој савезној држави Масачусетс.

## Демографија
По попису из 2010. године број становника је 6.012, што је 448 (-6,9%) становника мање него 2000. године.
| Група             | 2000.         | 2010.         |
| Белци             | 5.957 (92,2%) | 5.239 (87,1%) |
| Афроамериканци    | 131 (2,0%)    | 173 (2,9%)    |
| Азијати           | 34 (0,5%)     | 65 (1,1%)     |
| Хиспаноамериканци | 108 (1,7%)    | 226 (3,8%)    |
| Укупно            | 6.460         | 6.012         |